# Volby prezidenta USA 1788–1789

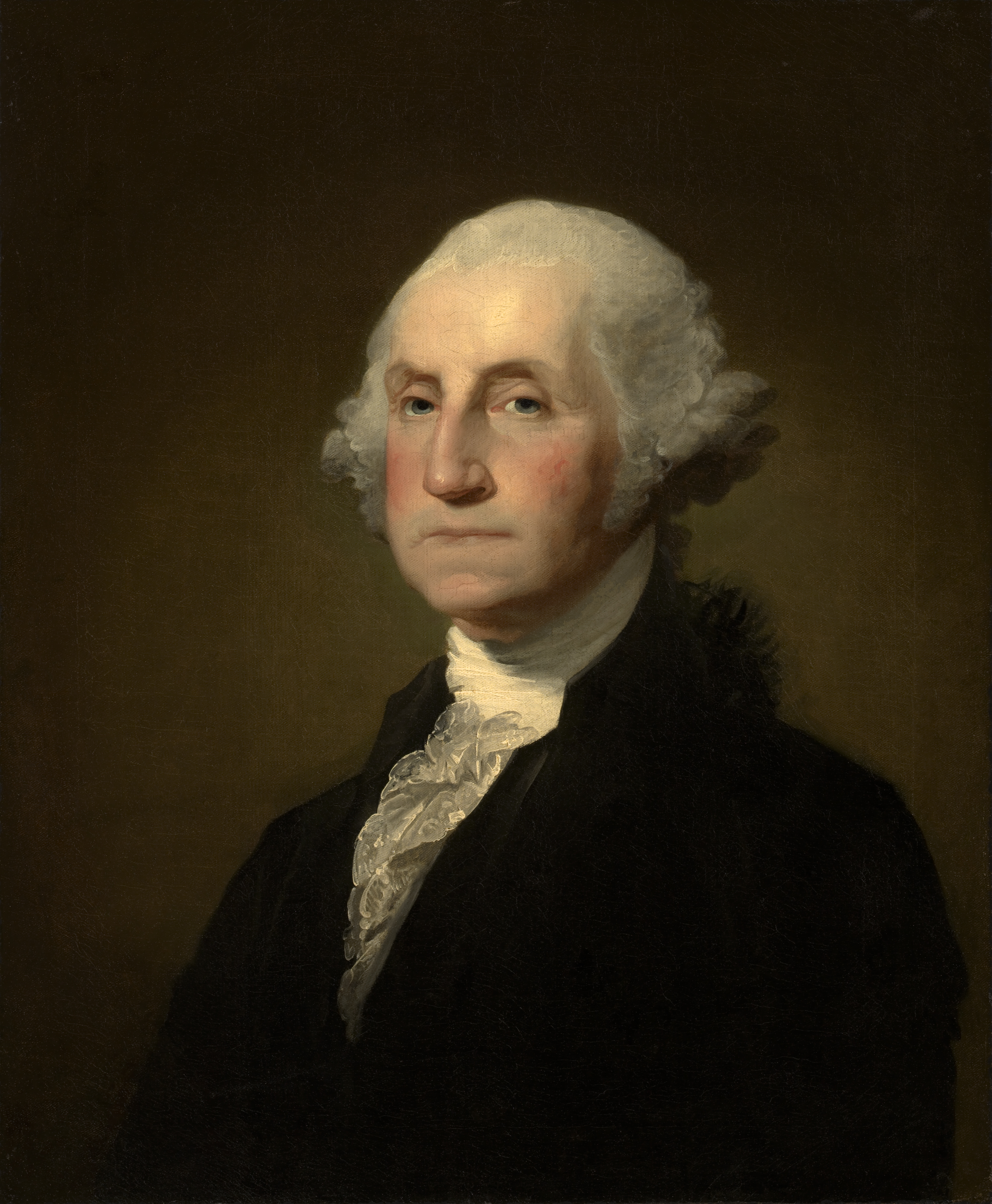
George Washington

Výsledky voleb podle států

Volby prezidenta USA v letech 1788–1789 byly první prezidentské volby ve Spojených státech. Zvítězil v nich George Washington, který se tak stal prvním prezidentem USA, a John Adams, který se stal prvním viceprezidentem USA. Americká válka za nezávislost sice skončila již v roce 1783, ovšem až do těchto voleb měl výkonnou moc prezident kontinentálního kongresu.

## Pozadí
Během Filadelfského ústavního konventu byla přijata 17. září 1787 Ústava Spojených států amerických, která nahradila Články Konfederace a trvalé unie, čímž dala vzniknout nepřímé volbě prezidenta a viceprezidenta USA, které volí sbor volitelů.

## Hlasování
Voleb se zúčastnilo 43 782 voličů. Sbor volitelů si odbyl hlasování 4. února 1789. K vítězství bylo ze 69 hlasů volitelů potřeba 35, přičemž jako jediný tohoto počtu dosáhl federalisticky sympatizující kandidát George Washington. Volba prezidenta byla sloučena s volbou viceprezidenta (každý volitel měl dva hlasy – pro kandidáta na prezidenta a viceprezidenta, přičemž hlasy nebyly rozlišeny). Druhé místo v počtu volitelů tedy získal John Adams se 34 hlasy, který se záhy stal viceprezidentem (do roku 1804 kdo obsadil druhé místo stal se automaticky viceprezidentem USA). Následovali John Jay (9 hlasů), Robert H. Harrison (6 hlasů), John Rutledge (6 hlasů), John Hancock (4 hlasy), George Clinton (3 hlasy) a další.
Volební účast byla menší než 1,3%. (Právo hlasovat bylo omezeno věkem, rasou, pohlavím a především majetkem).
George Washington se stal prvním prezidentem USA a složil přísahu 30. dubna roku 1789 v tehdejším hlavním městě – New Yorku.
| Jméno             | Stát     | Hlasy voličů | Procent | Strana    |
| ----------------- | -------- | ------------ | ------- | --------- |
| George Washington | Virginie | 43 782       | 100 %   | Nestraník |

| Jméno              | Stát           | Hlasy volitelů | Strana          |
| ------------------ | -------------- | -------------- | --------------- |
| George Washington  | Virginie       | 69             | Nestraník       |
| John Adams         | Massachusetts  | 34             | Federalista     |
| John Jay           | New York       | 9              | Federalista     |
| Robert H. Harrison | Maryland       | 6              | Federalista     |
| John Rutledge      | Jižní Karolína | 6              | Federalista     |
| John Hancock       | Massachusetts  | 4              | Federalista     |
| George Clinton     | New York       | 3              | Antifederalista |
| Samuel Huntington  | Connecticut    | 2              | Federalista     |
| John Milton        | Georgie        | 2              | Federalista     |
| James Armstrong    | Georgie        | 1              | Federalista     |
| Benjamin Lincoln   | Massachusetts  | 1              | Federalista     |
| Edward Telfair     | Georgie        | 1              | Antifederalista |

- George Washington byl nestraník, ale silně sympatizující k Federalistické straně, a proto bývá někdy uváděn jako federalista.